# کوه قره‌داغ (استان همدان)
سد.